# Gabriel Arias (beisbolista)
Gabriel Alejandro Arias (La Victoria, Venezuela, 27 de febrero de 2000), más conocido como Gabriel Arias, es un jugador profesional venezolano de béisbol que se desempeña en la posición de tercera base en Cleveland Guardians, equipo de las Grandes Ligas de Béisbol (MLB).

## Carrera
En 2022, Arias hizo su debut en la MLB con el equipo Cleveland Guardians, donde lleva jugando tres temporadas.